# Жарський Іван
Іван Жарський (* ? — † ?) — український військовик, льотчик Української Галицької Армії.

## Життєпис

Іван Жарський, фото 20-х років

Із січня 1919 на службі у Летунському відділі Української Галицької армії. Пілотує літак «Ллойд» Ц.5 № 4634 в 1-й летунській сотні.
25 травня 1919 перелетів на територію Чехословаччини разом із поручником Францом Рудорфером й там був інтернований. Його колега, сотник Іван Фостаківський так писав про цю подію: 
| Дня 25-го травня вони відлетіли на приказ летунського референта ДСВС сот. Ев. Пузи на Закарпатську Україну у зв'язку з пляном полк. Віктора Курмановича не відступати далі на схід, а створити фронт на Дністрі з Карпатами й Закарпаттям як запіллям, зискуючи в цей спосіб можливості набування з Чехо-Словаччини так потрібної для УГА зброї й амуніції. Та чехо-словацька влада інтернувала наших летунів й забрала літаки».[1] |
Згодом виїхав до Відня, де протягом 1919–1920 працював у представництві ЗОУНР.
У 1920–1921 перебував у складі Української бригади у в місті Німецьке Яблонне та таборі Йозефів.
Подальша доля невідома.